# Отечественные записки
«Оте́чественные запи́ски» (рус. дореф. Отечественныя записки) — русский литературный журнал XIX века. Выходил в Санкт-Петербурге в 1818—1884 годах (с перерывами). Один из первых русских «толстых» журналов, оказавший значительное влияние на литературную жизнь и общественную мысль в России.

## Ранний период
Журнал был основан в 1818 историком, путешественником и писателем Павлом Свиньиным. Он вознамерился опубликовать свои путевые заметки, записки, наблюдения и исследования в виде «толстого» журнала. Первые номера журнала почти целиком состояли из материалов авторства самого Свиньина, включая иллюстрации. Кроме публикации собственных статей, он помещал материалы на темы истории, географии, быта и нравов России и населяющих её народов.
В начале 1820-х в журнале принимал участие журналист, писатель, историк Николай Полевой.
Журнал не касался политических вопросов и придерживался лоялистской позиции, в связи с чем не получил достаточного внимания читателей. Доходы издательства были невысоки, и в 1831 году Свиньин его закрыл.
В 1838 году был возобновлён Свиньиным и с января 1839 года передан в аренду Андрею Краевскому, который после смерти Павла Петровича стал владельцем.

## Журнал Краевского
Издатель-редактор журнала Краевский имел опыт издательской работы в «Московском Вестнике», «Энциклопедическом Лексиконе», «Журнале Министерства Народного Просвещения». Он исходил из того, что российский читатель нуждается в легальном и в то же время критическом издании. Поэтому он преобразовал «Отечественные записки» в ежемесячный журнал учёно-литературный и политический большого объёма (до 40 печатных листов).
Цели издания Краевский объяснил так:
Споспешествовать, сколько позволяют силы, русскому просвещению по всем его отраслям, передавая отечественной публике все, что только может встретиться в литературе и в жизни замечательного, полезного и приятного, все, что может обогатить ум знанием или настроить сердце к восприятию впечатлений изящного, образовать вкус.
В первые годы существования «Отечественных записок» особую роль играл В. Ф. Одоевский, фактически взявший на себя роль главного редактора и одного из основных авторов журнала.
Журнал с самого начала планировался как либерально-западнический. Сам Краевский писал о своём проекте так: «последняя надежда честной стороны нашей литературы».
Каждый номер содержал разделы «Современная хроника России», «Науки», «Словесность», «Художества», «Домоводство, сельское хозяйство и промышленность вообще», «Критика», «Современная библиографическая хроника», «Смесь».
К участию в журнале были привлечены литераторы разных направлений и поколений — Василий Жуковский, Владимир Одоевский, Денис Давыдов, историки Михаил Погодин и Степан Шевырёв, Михаил Дмитриев, профессор латинской словесности и философии Иван Давыдов, известный впоследствии славянофил Алексей Хомяков, Сергей Аксаков, Михаил Лермонтов, Владимир Соллогуб, Иван Панаев, Фёдор Корф и другие.
Критическим отделом руководил сначала Василий Межевич, учитель словесности, имевший опыт выступлений в печати. Однако тексты Межевича были непопулярны, и Краевский решил пригласить Белинского, от сотрудничества с которым он раньше категорически отказывался и называл «крикуном-мальчишкой». Белинский и его люди сменили Межевича на посту редактора критического отдела.
Белинский активно привлекал к участию в журнале новых сотрудников, в основном своих друзей и единомышленников. По этому поводу он писал:
Журналистика в наше время всё: и Пушкин, и Гёте, и сам Гегель были журналисты. Журнал стоит кафедры… Потягнем, братцы!
Он привлёк к участию Василия Боткина, Михаила Бакунина, Тимофея Грановского, Николая Кетчера, Петра Кудрявцева. Новые сотрудники вытеснили или заставили уйти таких авторов, как Жуковский, Вяземский, Плетнёв, Бенедиктов, Межевич, Хомяков, Аксаков, также будущие сотрудники журнала «Москвитянин». Журнал взял жёсткий либеральный (в тех условиях — антиправительственный) курс.
Позднее в «Отечественных записках» приняли участие Николай Огарёв, Александр Герцен, Николай Некрасов, Иван Тургенев.
Журнал враждовал с «Северной пчелой» Булгарина и Греча и «Библиотекой для чтения» Сенковского, «Москвитянином» Погодина и Шевырёва и славянофилами. Зато он знакомил читателя с новинками отечественной литературы, в частности — с творчеством Лермонтова. В 1838 году в «Литературных прибавлениях» (редактируемых Краевским лично), вышла «Песнь о купце Калашникове» Лермонтова. В «Отечественных записках» были помещены почти все произведения поэта, написанные в 1839—1841 годах, несколько десятков стихотворений, «Бэла», «Тамань», «Фаталист». Публиковать произведения Лермонтова журнал продолжал и после смерти поэта.
В журнале активно публиковался молодой Герцен, печатавшийся под псевдонимом «Искандер». В частности, в 1840—1841 гг. «Отечественные записки» опубликовали «Записки одного молодого человека» и «Ещё из записок молодого человека», первую часть романа «Кто виноват?», философские рассуждения («Дилетантизм в науке», «Письма об изучении природы») и публицистические статьи — в частности, фельетоны, направленные против «Москвитянина».
В журнал писал и Некрасов, опубликовавший несколько рассказов («Необыкновенный завтрак», «Опытная женщина») и стихотворений («Современная ода», «Огородник»), а также множество анонимных рецензий, написанных в крайне резком тоне (они нравились даже Белинскому).
Однако ещё в апреле 1846 г. журнал покидает Белинский. Причиной стал конфликт интересов. Краевский воспринимал журнал как коммерческое предприятие с самой широкой аудиторией. В обязанности Белинского входило писать о самых разных новинках литературы, включая массовую продукцию или книги, которые лично ему не были интересны, а положение подчиненного его. Будучи страстным, увлекающимся человеком, он не был пунктуален в исполнении рутинных обязанностей. Не умея распоряжаться финансами, он, несмотря на прибавки к жалованью, постоянно испытывал недостаток в средствах и забирал в долг. Одновременно с его профессиональными и материальными чаяниями Н. А. Некрасов и И. И. Панаев искали способ приобрести новый журнал, и с января 1847 г. Белинский перешел в арендованный ими «Современник». В «Современник» перешёл также Герцен.
Краевский не пытался удержать этих авторов, вероятно, считая, что их дальнейшие публикации приведут к серьёзным проблемам с цензурой. Кроме того, воззрения Белинского — который увлёкся революционными идеями, атеизмом и социализмом — не были близки самому Краевскому.
Уход части сотрудников сказался на позиции и репутации журнала. Однако сложившийся авторский коллектив и наработанная репутация поддерживала журнал на плаву. Место Белинского в отделе критики занял Валериан Майков (утонувший летом 1847 года), активное участие в журнальной деятельности принимал И. Тургенев. После смерти Майкова отдел возглавил Степан Дудышкин.
В 1847 году журнал пережил первый пик популярности: у него было более 4000 подписчиков (для своего времени — огромное число). Журнал считался одним из самых влиятельных в России.
В 1848 году в связи с ситуацией в Европе и опасениями правительства о возможности беспорядков в России требования властей к журналу устрожились. Сильным ударом по журналу стала высылка из Петербурга М. Е. Салтыкова-Щедрина, повести которого «Противоречия» и «Запутанное дело» были напечатаны в «Отечественных записках» (1847. No 11; 1848. No 3) и вызвали негативную реакцию цензуры. Краевский был вызван в III Отделение, где ему было предписано изменить редакционную политику «в согласии с видами правительства». После этого визита Краевский был вынужден написать и опубликовать статью «Россия и Западная Европа в настоящую минуту» (1848. No 7), которая была воспринята многими читателями как ренегатская.
Тем не менее, журнал, став более умеренным, не изменил своим основным принципам. Не имея возможности высказываться об актуальных политических вопросах в прежнем духе, Краевский стал делать журнал научно-литературным. В связи с этим он привлёк к сотрудничеству таких авторов, как Ф. И. Буслаев, Н. С. Тихомиров, А. Н. Пыпин, С. М. Соловьев, И. И. Срезневский, А. Н. Афанасьев, Б. И. Ордынский и другие.
Издателем-редактором журнала в 1860—1866 годах совместно с Краевским был Степан Дудышкин. В 1866—1867 годах в журнале участвовал историк и публицист Николай Аристов.
Отношение правительственных инстанций к журналу было противоречивым. У журнала было много высокопоставленных врагов, однако он также рассматривался как полезный ресурс для выражения правительственных мнений. Краевский даже получил официальное разрешение на публичную полемику с Герценом. В журнале появилось несколько статей, споривших с публикациями «Колокола». Летом 1863 г. (No6) «Отечественные записки» «поздравили» правительство с «победой» над Герценом, перешедшим на сторону бунтующей Польши.

### Передача журнала Некрасову
28 мая 1866 года личным распоряжением императора Александра II был закрыт некрасовский журнал «Современник». Некрасов остался без собственного издания и стал искать возможность продолжения журнальной работы.
В 1868 году Краевский и Н. Некрасов, жившие в соседних квартирах на Литейном проспекте, заключают договор, в результате которого к Некрасову переходит управление «Отечественными записками» с получением 1/3 доходов от журнала.
К этому времени тираж журнала снизился до 2000 экземпляров.

## Журнал Некрасова
По договору с Некрасовым Краевский оставался официальным редактором журнала и сохранял некоторые имущественные права, но фактическим руководителем журнала с 1868 года стал Некрасов, который поставил перед собой задачу возродить журнал и вернуть ему былое влияние.
Он вновь преобразовал журнал, увеличил объём и расширил рубрикацию, которая приняла следующий вид:
Беллетристика:
1. Поэзия.
2. Проза.
3. Статьи научного содержания.

Публицистика:
1. Внутреннее обозрение.
2. Наши общественные дела.
3. Парижские письма.
4. Новые книги.
5. Литературные и журнальные заметки.

Оставив за собой общее руководство и отдел поэзии, Некрасов передал руководство отделом беллетристики Михаилу Салтыкову-Щедрину, а отделом публицистики — Григорию Елисееву.
Реформы Некрасова были успешными. В первый же год своего редакторства тираж журнала увеличился в 4 раза — до 8000 подписчиков. На момент смерти Некрасова в 1878 году журнал имел уже 20000 подписчиков и полностью восстановил своё влияние.

## Журнал Салтыкова-Щедрина
После смерти Некрасова (1878) руководителем «Отечественных записок» стал Салтыков-Щедрин, соредактором — Н. К. Михайловский.
Литературная карьера Щедрина началась в «Отечественных Записках». В 1847 г. в журнале была опубликована его повесть «Противоречия», затем — повесть «Запутанное дело». В дальнейшем Салтыков-Щедрин публиковался в журнале регулярно, много и часто.
К участию были привлечены Г. И. Успенский, Н. А. Демерт, Ф. М. Решетников, А. Н. Островский, Д. И. Писарев, Н. Я. Николадзе, А. П. Щапов.
Отношения с правительством ухудшились. Том CCXIV «Отечественных записок» за май 1874 г. был уничтожен цензурой.
В апреле 1884 года журнал был закрыт по личному распоряжению главного цензора России, начальника Главного управления по делам печати, Евгения Феоктистова, в недавнем прошлом — сотрудника журнала.

## Русская литература
«Отечественные записки» в 1840-е помещали произведения таких писателей, как Д. В. Григорович, В. Ф. Одоевский, В. И. Даль, В. А. Соллогуб, Г. Ф. Квитка-Основьяненко, И. И. Панаев, Н. П. Огарёв, Е. П. Гребёнка, А. Д. Галахов, А. М. Майков, А. А. Фет, В. Д. Яковлев, Я. П. Бутков и других.
В журнале впервые опубликованы наиболее выдающиеся произведения русской литературы 1840-х годов — стихотворения и повести Лермонтова, стихотворения Кольцова, статьи, «Записки одного молодого человека», первая часть романа «Кто виноват?» Герцена, стихотворения, пьесы «Неосторожность» и «Безденежье», «Андрей Колосов» и другие рассказы Тургенева, рассказы и стихотворения Некрасова, «Двойник», «Господин Прохарчин», «Белые ночи», «Неточка Незванова» и другие рассказы и повести Достоевского, повести «Противоречие» и «Запутанное дело» Салтыкова-Щедрина.
В 1840-х годах журнал публиковал произведения женщин-писательниц: М. Жуковой, Е. Ган, Н. Соханской, С. Закревской.
Позднее в журнале печатались «Тысяча душ» (1858) Писемского, «Обломов» (1859) Гончарова, рассказ «Овцебык» (1863) и романы «Обойдённые» (1865), «Островитяне» (1866), первая часть романа «Соборяне» Лескова.
Кроме Белинского, с литературной критикой и рецензиями в «Отечественных записках» 1840-х—1850-х выступали В. П. Боткин, А. Д. Галахов, М. Н. Катков, Н. А. Некрасов.
В журнале Некрасова и Салтыкова-Щедрина вышел роман Достоевского «Подросток», печатались Островский, Всеволод Гаршин, дебютировавший в журнале рассказом «Чупринский мир» ещё в 1866 году, Василий Слепцов, Глеб Успенский, Иван Кущевский, Решетников, Н. Н. Златовратский, Д. Н. Мамин-Сибиряк, Н. Е. Каронин-Петропавловский, А. Н. Осипович-Новодворский, поэты А. Н. Плещеев, С. Я. Надсон, П. Ф. Якубович и другие.
Беллетристика в 1870-е носила ярко выраженный леволиберальный или леворадикальный, нередко народнический характер.

## Публицистика
В разное время свои статьи в журнале размещали: Н. В. Альбертини, Я. В. Абрамов, А. А. Головачёв, Н. И. Зибер, Е. П. Карнович, И. В. Лавров, В. В. Лесевич, Е. И. Лихачёва, С. В. Максимов, Н. Я. Николадзе, В. И. Покровский, В. И. Семевский, М. Н. Цебрикова, А. П. Щапов, С. Н. Южаков.
На протяжении 1880—1882 годов Николай Иванович Зибер — русский экономист, один из первых популяризаторов и защитников экономического учения Карла Маркса в России — опубликовал в журнале 8 статей под общим названием «Экономические эскизы» («Отечественные Записки» 1880 № 12; 1881 № 3, 5, 6, 9, 11; 1882 № 4 и 6). Говоря современным языком, Н. И. Зибер вёл своего рода «колонку»; впрочем, каждый из этих его «эскизов» представлял собой самостоятельный законченный научный труд.
Другой видный русский экономист, основоположник школы государственного социализма в России, профессор (впоследствии академик) Иван Иванович Янжул в № 2 «Отечественных записок» за 1880 год опубликовал статью «Детский и женский фабричный труд в Англии и России».

## Зарубежная литература
В журнале участвовали опытные переводчики Н. Х. Кетчер, А. И. Кронеберг, А. Н. Струговщиков. Помимо переводов из Гёте и Шекспира, «Отечественные записки» помещали переводы современных зарубежных авторов: Жорж Санд, Чарлза Диккенса, Фенимора Купера, Г. Гейне, Александра Дюма-отца, Эдгара По. Печатались обзоры иностранных литератур и переводные статьи об отдельных авторах. Позднее, при Некрасове и Салтыкове-Щедрине, публиковались переводы из В. Гюго, А. Доде, Э. Золя.
Официальный сайт журнала «Отечественные записки» www.ozjournal.ru